# Мутіара
Мутіара – індонезійське газонафтове родовище, розташоване на сході острова Калімантан.
Мутіара відноситься до нафтогазового басейну Кутей, виникнення якого передусім пов’язане із виносом осадкового матеріалу потужною річкою Махакам. Родовище відкрили у 1981 році біля південного завершення сучасної дельти Махакам шляхом спорудження свердловини Mutiara-1, яка досягнула глибини у 3048 метрів. Під час подальшої розвідки на Мутіара у відкладеннях епохи міоцену виявили нафтові та газові поклади, які знаходяться на глибинах від 300 до 3300 метрів. 
Видобуток на Мутіара стартував у 1982-му із розробки нафтових покладів, а з 1991-го узялись за масштабну розробку газових запасів. При цьому до 1999-го добова пропускна здатність установки підготовки становила 3,4 млн м3 на добу, а за кілька наступних років була доведена до 5,6 млн м3 на добу. Станом на другу половину  2010-х з Мутіара вилучили біля 28 млрд м3 газу та 35 млн барелів нафти.
Видача природного газу з Мутіара відбувається через газотранспортний коридор Сеніпах – Бадак – Бонтанг, траса якого проходить поряд з родовищем. 
Мутіара виявили на ліцензійній ділянці Санга-Санга, яка первісно розроблялась американською компанією Huffington, що після входження в капітал китайської СРС була перейменована на VICO.